# Guillaume de Hesse-Rheinfels-Rotenbourg
Guillaume de Hesse-Rheinfels-Rotenbourg, (en allemand Wilhelm von Hessen-Rheinfels-Rotenburg), né le 15 mai 1648 à Cassel, décédé le 20 novembre 1725 à Langenschwalbach.
Il fut landgrave de Hesse-Rheinfels-Rotenbourg de 1693 à 1725.

## Famille
Fils de Ernest Ier de Hesse-Rheinfels et de Marie-Éléonore de Solms-Lich.
Le 3 mars 1669 Guillaume de Hesse-Rheinfels-Rotenbourg épousa Marie-Anne de Loewenstein-Wertheim (1652-1688), (fille du comte Ferdinand-Charles de Loewenstein-Wertheim-Rochefort et d'Anne-Marie de Fürstenberg-Heilingenberg.
Huit enfants sont nés de cette union :
- Éléonore de Hesse-Rheinfels-Rotenbourg (1674-1674)

- Marie-Éléonore de Hesse-Rheinfels-Rotenbourg (1675-1720), en 1692 elle épousa le comte palatin Théodore-Eustache de Palatinat-Soulzbach (décédé en 1733)

- Élisabeth de Hesse-Rheinfels-Rotenbourg (1677-1739), en 1695 elle épousa le prince François-Alexandre de Nassau-Hadamar (décédé en 1711), veuve, elle épousa en 1727 le comte Antoine von Attems (décédé en 1739)

- Sophie de Hesse-Rheinfels-Rotenbourg (1678-1678)

- Amélie de Hesse-Rheinfels-Rotenbourg (1679-1680)

- Anne de Hesse-Rheinfels-Rotenbourg (1680-1766), elle entra en religion

- Ernestine de Hesse-Rheinfels-Rotenbourg (1681-1732), en 1719 elle épousa Robert de La Cerda comte de la Villalonga (décédé en 1742)

- Ernest-Léopold de Hesse-Rheinfels-Rotenbourg, landgrave de Hesse-Rheinfels-Rotenbourg.

Guillaume de Hesse-Rheinfels-Rotenbourg appartint à la lignée des Hesse-Rheinfels-Rotenbourg, cette quatrième branche s'éteignit avec Victor Amédée de Hesse-Rheinfels-Rotenburg (1834), elle était issue de la première branche de la Maison de Hesse, elle-même issue de la première branche de la Maison de Brabant.